# 7686 Wolfernst
7686 Wolfernst è un asteroide della fascia principale. Scoperto nel 1960, presenta un'orbita caratterizzata da un semiasse maggiore pari a 2,2667395 UA e da un'eccentricità di 0,0851642, inclinata di 4,70939° rispetto all'eclittica.